# فضای خارج قسمتی (توپولوژی)

نمایش فضای خارج قسمتی که از به هم چسباندن مرز (به رنگ آبی مشخص شده‌است) دیسک به هم در یک نقطه ایجاد شده‌است.

در توپولوژی و شاخه‌های مرتبط با آن در ریاضیات، یک فضای خارج قسمتی (همچنین به آن فضای یکی سازی هم می‌گویند) به‌طور شهودی از به هم چسباندن بعضی نقاط از یک فضای توپولوژی حاصل می‌گردد. نقاطی که قرار است با هم یکی شوند توسط یک رابطه هم‌ارزی مشخص می‌شوند. این کار اغلب به منظور ساخت فضاهای جدید از یک فضای موجود انجام می‌شود. توپولوژی خارج قسمتی شامل تمامی مجموعه‌هایی می‌شود که پیش تصویر آن تحت نگاشت تصویری کانونی باز بوده و هر عنصر را به کلاس هم‌ارزی اش می‌نگارد.

## تعریف
فرض کنید {\displaystyle (X,\tau _{X})} یک فضای توپولوژی و {\displaystyle \sim } رابطه هم‌ارزی روی {\displaystyle \mathrm {X} } باشد. فضای خارج قسمتی {\displaystyle Y=X/\sim } به صورت مجموعه کلاس‌های هم‌ارزی عناصر {\displaystyle \mathrm {X} } تعریف می‌شود:
{\displaystyle Y={\Big \{}[x]:x\in X{\Big \}}={\Big \{}\{v\in X:v\sim x\}:x\in X{\Big \}},}
که مجهز به توپولوژی ای است که در آن مجموعه‌های باز به صورت آن دسته از کلاس‌های هم‌ارزی تعریف می‌شوند که اجتماعشان ایجاد مجموعه‌های بازی در {\displaystyle \mathrm {X} } می‌نماید:
{\displaystyle \tau _{Y}={\Bigl \{}{\textstyle U\subseteq Y:\bigcup U={\bigl (}\bigcup _{[a]\in U}[a]{\bigr )}\in \tau _{X}}{\Bigr \}}.}
به‌طور معادل می‌توانیم این فضا را اینگونه تعریف کنیم که هر مجموعه باز پیش-تصویری از یک مجموعه باز تحت نگاشت پوشای {\displaystyle q:X\rightarrow X/\sim }است که هر نقطه در {\displaystyle \mathrm {X} } را به دسته هم‌ارزی شامل آن می‌نگارد:
{\displaystyle \tau _{Y}=\left\{U\subseteq Y:q^{-1}(U)\in \tau _{X}\right\}.}
توپولوژی خارج قسمی را توپولوژی نهایی روی فضای خارج قسمتی نسبت به نگاشت {\displaystyle \mathrm {q} } می‌نامند.